# Золотовка
Золото́вка (рос. Золотовка) — присілок у складі Петуховського округу Курганської області, Росія.
Населення — 88 осіб (2010, 93 у 2002).
Національний склад станом на 2002 рік:
- росіяни — 95 %